# Richard Howe, 1:e earl Howe

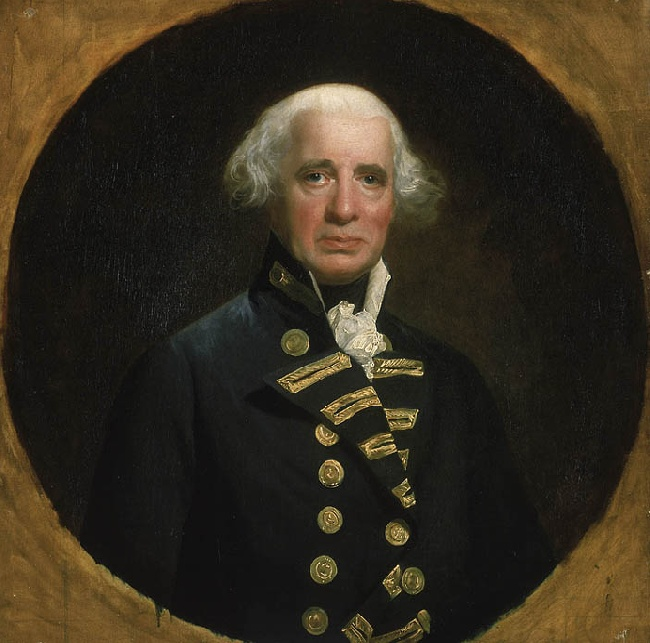
Richard Howe, 1:e earl Howe.

Richard Howe, 1:e earl Howe, född den 8 mars 1726, död den 5 augusti 1799, var en brittisk amiral, bror till William Howe.
Howe tog vid 13 års ålder värvning i marinen och tillbragte sin ungdomstid under ständiga resor och strider. Han fick 1744 löjtnantsfullmakt och ärvde 1758 lordskapet efter en broder samt avancerade sedan hastigt till kommendör. Howe blev ledamot av parlamentet 1757, lord av amiralitetet 1765 och avancerade från 1770 genom alla amiralsgraderna. Han blev 1783 förste lord av amiralitetet, 1788 earl och storamiral samt 1795 general för marinen. 
Bland Howes många krigsbedrifter märks i synnerhet intagandet av Cherbourg (1758), provianteringen av Gibraltar (1782) trots den överlägsna spansk-franska örlogsflottan, som belägrade fästningen, och den stora segern över franska flottan vid Ouessant 1 juni 1794. Genom sitt välde över matroserna, vilka gav honom smeknamnet "svarte Dick", lyckades han (1797) stilla ett stort myteri på flottan.